# Âge du fer britannique
Pour un article plus général, voir Préhistoire de la Grande-Bretagne.

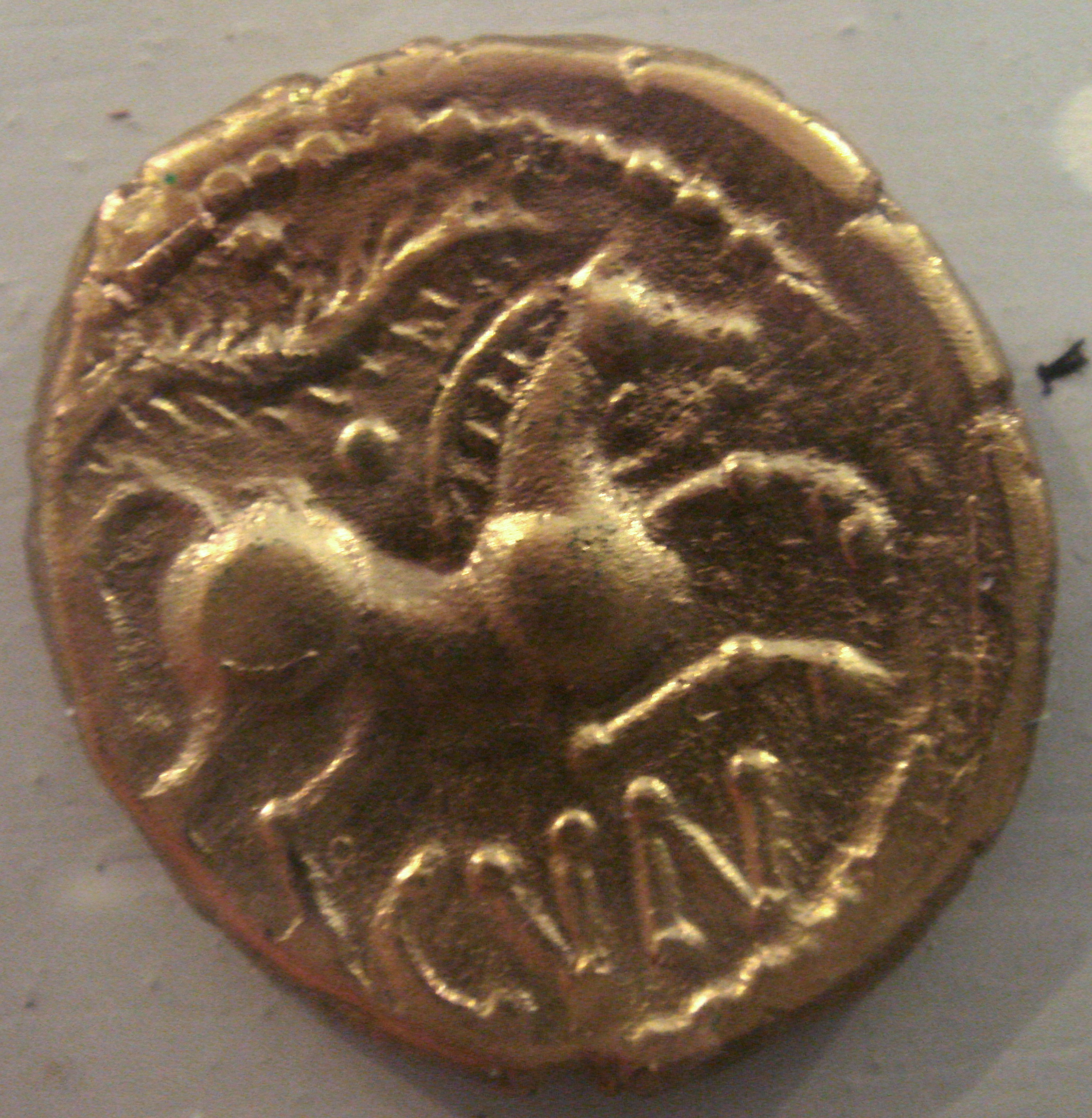
Pièce de monnaie forgée par la tribu des Trinovantes à Camulodunon.

L'âge du fer britannique  est un nom conventionnel utilisé en archéologie pour la Grande-Bretagne qui fait référence aux phases préhistorique et protohistorique de la culture de l’âge du fer de l'île principale et des petites îles, normalement en excluant l'Irlande préhistorique, qui a eu une culture de l'âge du fer indépendante des autres. La phase parallèle de l'archéologie irlandaise s’appelle l’âge du fer irlandais.
L'âge du fer n'est pas un horizon archéologique des anciens objets communs, mais plutôt une phase culturelle localement variée.
En principe l'âge du fer britannique a commencé à partir de l'utilisation importante de fer dans les outils et les armes en Grande-Bretagne jusqu'à la culture après la conquête romaine de la Grande-Bretagne dans la partie sud de l'île. La culture romanisée s'appelle la Britannia et on considère qu’elle a remplacé L'âge du fer britannique. L'âge du fer irlandais était terminé avant l'expansion du christianisme celtique.
Les tribus qui peuplaient l'île appartenaient à la culture celtique, appelés insulaires (contrairement aux cultures celtiques non-insulaires du continent de la Gaule et des Celtibères). [citation nécessaire] Les langues brittoniques et les goïdéliques sont reconnues comme celles qui forment les langues celtiques insulaires, sous-groupe des langues celtiques, où « celtique », un terme linguistique, n'implique pas l'unité culturelle durable et relie la Gaule aux îles britanniques tout au long d'âge du fer.

## Périodisation
Actuellement, plus de 100 fouilles à grande échelle des sites d'âge du fer se sont déroulées, âge datant du VIIIe siècle av. J.-C. jusqu'au Ier siècle ap. J.-C., et se chevauchant à l'âge du bronze au VIIIe siècle av. J.-C.. Des centaines de datation par le carbone 14 ont été acquises et étalonnées sur quatre étapes différentes, dont les plus précises sont basées sur les séquences de la dendrochronologie.
Le plan suivant résume un tableau comparatif présenté dans le livre de Barry Cunliffe en 2005, mais il faut noter que les anciens objets britanniques étaient plus tardifs dans l'adaptation des styles continentaux comme La Tène ou l’art celte:
| Début d'âge du fer        | 800-600 av. J.-C.              | Parallèle au Hallstatt C sur le continent                         |
| Premier âge du fer        | 600-400 av. J.-C.              | Hallstatt D et la moitié de La Tène I                             |
| Second âge du fer         | 400-100 av. J.-C.              | La fin de La Tène I, toute La Tène II et la moitié de La Tène III |
| La fin de l'âge du fer I  | 100-50 av. J.-C.               | La fin de La Tène III                                             |
| La fin de l'âge du fer II | 50 av. J.-C. - 100 après J.-C. | -                                                                 |

La Bretagne d'avant la colonisation romaine avait été décrite à gros traits par les géographes Pline l'Ancien et Strabon peu après les campagnes de Jules César, mais la fin de l'âge du fer se prolonge jusqu'au début de l'Empire romain en vertu du fait que la romanisation n'est pas immédiate.[style à revoir] Le De vita Agricolae de Tacite (98 apr. J.-Chr.) et la description de son contemporain Ptolémée sont les premières données historiographiques pour les Îles Britanniques. Dans certaines parties de la Grande-Bretagne tardivement romanisées, comme la Calédonie, cette période se prolonge jusqu'aux environs du Ve siècle.

## Une preuve archéologique
Les tentatives de comprendre le comportement humain pendant cette période ont été principalement concentrées sur la position géographique des îles et leur paysage avec les canaux d'influence, qui venaient d'Europe continentale.
Pendant la fin de l'âge du bronze, il y avait des indices de nouvelles idées qui influençaient l'utilisation du sol et la colonisation. Les systèmes de champs, maintenant appelés les champs celtiques, ont cédé leur place aux établissements qui devenaient plus permanents et se concentraient sur une meilleure exploitation des terres. Cette organisation centrale était présente à partir de la période néolithique mais elle ciblait plutôt des buts économiques et sociaux, comme apprivoiser les paysages plutôt que de construire de grandes structures cérémoniales, comme Stonehenge. Les grandes fossés, certains de plusieurs kilomètres de largeur, étaient formés avec des sites archéologiques situé à leurs bords. Ils servaient à indiquer les frontières territoriales et le désir d'augmenter le contrôle sur un vaste espace.
Vers le VIIIe siècle av. J.-C. apparaît une preuve indiquant que la Grande-Bretagne devenait plus liée à l'Europe continentale, surtout à l'ouest et l'est de la Grande-Bretagne. De nouveaux types d’arme qui ressemblaient beaucoup à ceux du continent sont apparus, comme l'épée d'âge du bronze, dont les différents exemplaires ont été retrouvés tout au long de l'Arc atlantique. En ce temps-là, les commerçants de Phénicie ont probablement commencé à visiter la Grande-Bretagne pour la recherche des minéraux en emportant avec eux des marchandises de la mer Méditerranée. Dans le même temps, des artéfacts de l'Europe du Nord sont apparus en grandes quantités en Grande-Bretagne en provenance de l'est, par la mer du Nord. Dans ce contexte, le climat est devenu beaucoup plus humide, ce qui a causé le mouvement des fermes des bas territoires aux espaces plus hauts.
Les structures défensives datant de cette période sont souvent impressionnantes, par exemple les brochs dans le nord de l'Écosse et les castros qui apparaissaient sur le reste de l'île. Les castros les plus connus comprennent le Maiden Castle, le Cadbury Castle et le Danebury dans le Hampshire. Les collines fortifiées sont apparues pour la première fois à Wessex pendant le Bronze final, mais elles sont devenues les plus répandues entre les années 550 et 400 av. J.-C. Les premières étaient de formes simples et elles étaient souvent liées aux précédents systèmes de fossés. Sauf à Danebury, peu de collines fortifiées ont été enlevées durant la période moderne, dont 49% de leur surface a été étudiée. Pourtant, il apparaît que ces « fortifications » aient été également utilisées dans des buts domestiques, avec des exemples de stockage de nourriture et d'activité qui ont été trouvées dans l'espace de travail. D'un autre côté, ils ont pu être occupés par intermittence, comme il était difficile d'occuper les collines fortifiées en permanence avec des fermes de basse terre et leurs habitations circulaires trouvées au cours du XXe siècle, comme Little Woodbury et Rispain Camp. En fait, beaucoup de collines fortifiées ne sont pas du tout des « fortifications » cet elles ont peu ou pas de preuve d'occupation.
La fortification des collines  est un indice des tensions croissantes entre des groupes sociaux plus structurés et plus nombreux. Autrement, il y a les hypothèses que[style à revoir] pendant la dernière période de l'âge du fer, ces structures indiquaient simplement une plus grande accumulation de richesse et des niveaux de vie plus élevés, même si pendant la deuxième période de cette époque, quand les collines fortifiées ont commencé à apparaître, il n'y a aucune trace archéologique qui l'indiquerait. À cet égard, elles ont pu servir comme centres plus grands destinés aux marchés et aux contacts sociaux. D'un autre côté, pendant l'invasion romaine, il est prouvé que, comme les structures défensives, ces collines n'ont pas été très utiles contre l'attaque romaine. Suétone a commenté que Vespasien avait pris plus de vingt « villages » pendant la campagne dans le West Country dans l'année 43 ap. J.-C. et il y a certaines preuves d'une violence perpétrée à cette période dans les collines fortifiées de Hod Hill et Maiden Castle dans le Dorset. Certaines collines fortifiées sont restées des implantations pour les Bretons au territoire récemment conquis. D'autres ont été réutilisées par des cultures plus tardives, comme les Anglo-Saxons durant la période du Moyen Âge.

## Le peuple de l'âge du fer britannique

### Le mouvement celtique du continent
L'historien romancier Tacite a décrit les Bretons comme ceux qui descendaient des gens arrivés du continent, en comparant les Calédoniens (dans L'Écosse des temps modernes) avec les Peuples germaniques voisins, les Silures du pays de Galles avec les colonisateurs Ibères, et les habitants de la Britannia au sud-est avec les tribus de la Gaule. Cette interprétation de la migration a façonné longtemps les vues tardives des origines de l'âge du fer britannique et aussi la formation des nations contemporaines. Une preuve linguistique déduite des langues celtiques survivantes en Grande-Bretagne du nord et de l'ouest est premièrement apparue pour soutenir cette idée ; et les changements dans la culture matérielle que les archéologues ont observé pendant la fin de la préhistoire ont été systématiquement associés à une nouvelle vague des envahisseurs.
Dès le début du XXe siècle, ce scénario d'invasion a été juxtaposé à la vision diffusionniste. Vers les années 1960, ce dernier modèle semblait avoir gagné un soutien commun; mais après l'attaque a pris sa place dans les années 1970.
Il y avait certainement une grande migration des peuples de l'Europe centrale vers l'ouest pendant le début de l'âge du fer. La question sémantique qui se pose est de savoir si ces mouvements doivent être décrits comme des « invasions » ou simplement comme des « migrations ».
Il y a des exemples d'événements qui peuvent être qualifiés « d’invasions », comme l'arrivée en Bretagne du Sud des Belges dès la fin de la IIe siècle av. J.-C. comme décrit dans les Commentaires sur la Guerre des Gaules de César, même si des événements de courte durée peuvent être invisibles dans des archives archéologiques, ce qui dépend dans ce cas là de l'interprétation de Aylesford-Swarling pottery (une partie de la tradition de la poterie tournée répandue à Kent, Essex, Hertfordshire et Bedfordshire avant Ier siècle av. J.-C.).
Malgré le débat entre l’« invasionniste » et le « diffusionniste », la preuve des échanges avec le continent pendant l'âge du fer britannique reste incontestée.

### Démographie
Les estimations de la population diffèrent, mais le nombre d’habitants pendant l'âge du fer en Grande-Bretagne pouvait atteindre trois ou quatre millions vers le Ier siècle av. J.-C., [réf. nécessaire] [Information douteuse], Ces habitants étaient concentrés plus densément dans les terres agricoles du sud. La densité de peuplement et la pénurie de terres peuvent avoir contribué à la tension croissante pendant cette période. La pyramide des âges pour l'âge du fer britannique était une pyramide classique, avec peu de gens âgés de plus de cinquante ans. L'espérance de vie à la naissance était d’environ 25 ans, mais à l'âge de 5 ans elle était d’environ 30 ans. Dans la plupart des endroits, ces âges étaient plus bas pour les femmes et un peu plus hauts pour les hommes tout au long de la deuxième période de l'âge du fer, ce qui peut être expliqué par un taux de mortalité assez élevé chez les femmes pendant l'accouchement. Pourtant, l'âge moyen pour les deux sexes étaient presque le même à la fin de l'âge du fer. [citation nécessaire] Cette interprétation dépend de l'opinion que la guerre et le conflit social ont augmenté à la fin de l'âge du fer, ce qui semble être bien attestéé dans les archives archéologiques, au moins pour la partie sud de la Grande-Bretagne.
Au début de l'âge du fer, la poterie de Wessex répandue dans la partie sud de la Grande-Bretagne, comme le style typique de All Cannings Cross, présente un groupe socioéconomique consolidé dans la région. Toutefois, vers 600 av. J.-C. ce groupe semble s’être divisé en sous-groupes différents avec leurs styles particuliers de poterie. Entre 400 et 100 av. J.-C. il y a preuve d’une émergence des identités régionales qui émergeaient et de l'augmentation considérable de la population.

### L'Albion selon Ptolémée
Claude Ptolémée a décrit la Bretagne au début du gouvernement des romains, mais il a incorporé une documentation de sources plus anciennes. Bien que le nom Pretanic Isles ait été connu depuis le voyage de Pythéas et que le nom de « Britannia » ait été utilisé par Strabon et Pline l'Ancien, Claude Ptolémée a utilisé le mot ancien « Albion », qui est apparu pour la première fois à Massaliote Periplus.

## Les croyances en Grande-Bretagne pendant l'âge du fer
Les romains ont décrit les peuples du nord-ouest de l’Europe comme étant polythéistes. Barry Cunliffe distingue la division entre le groupe des dieux reliés à la masculinité, au ciel et aux tribus individuelles et le deuxième groupe des déesses liées avec les associations de la fertilité, de la terre et de l'universalité qui a transcendé les différences tribales. Les puits et les sources avaient des liens féminins et divins illustrés par la déesse Sulis, que l’on peut admirer à Bath. Dans son livre De Vita Agricolae (2.21) Tacite constate une similitude entre les pratiques religieuses et rituelles des britanniques préromains et des gaulois.
Les pratiques religieuses tournaient autour des offrandes et des sacrifices, parfois humains mais le plus souvent c’étaient les il s’agissait de massacres rituels d’animaux ou la déposition de la ferronnerie, surtout des butins de guerre. Des armes et le harnachement ont été trouvés au marécage à Llyn Cerrig Bach en Anglesey et interprété comme des offrandes votives jetés dans le lac. Beaucoup d'armes différentes ont été récupérées des fleuves, surtout de la Tamise, mais aussi de la Trent et de la Tyne. Certains bijoux enterrés sont interprétés comme des offrandes pour les dieux de la terre.
Les mines avec des stocks de grains non utilisés ainsi que les bouts des fossés ont produit les dépôts placés intentionnellement, y compris la préférence pour l'enterrement des chevaux, des chiens et des corbeaux. Les corps ont été souvent mutilés et certains restes humains au fond des mines, comme celles trouvées à Danebury auraient pu avoir un caractère rituel.
Les textes de César nous indiquent que les prêtres de la Grande-Bretagne étaient les druides, une élite religieuse avec des pouvoirs sacrés et profanes. La Grande-Bretagne semble avoir été le siège de la religion druidique et il existe une certaine indication donnée par Tacite à propos du raid à Anglesey mené par Caius Suetonius Paulinus. Il n'existe aucune preuve archéologique sur le druidisme, bien que les nombreux enterrements faits avec harnachement et découvertes dans le Kent peuvent montrer l'aspect religieux des objets.
En général, l'opinion traditionnelle est que la religion était pratiquée dans les conditions naturelles en plein air. Pourtant, certains chantiers interprétés comme des sanctuaires de la période de l'âge du fer semblent contredire cette hypothèse, qui peut être dérivée du romantisme Victorien et celtique.[réf. nécessaire] Les chantiers semblables sur l'île Hayling dans le Hampshire et ceux trouvés pendant le travail de construction à l'aéroport de Londres Heathrow sont interprétés comme des sanctuaires construits expressément. L'exemple de l'île Hayling était une construction circulaire en bois mise dans l'arrondissement rectangulaire et reconstruite en pierre comme un temple britto-romain au Ier siècle ap. J.-C. d'après le même plan. Le temple Heathrow était une cella entourée par un cercle de trous, qui formaient un déambulatoire très similaire aux temples romano-celtiques qui peuvent être trouvés n'importe où en Europe. Une structure rectangulaire à Danebury et la série des structures à six baldaquins qui terminaient avec une structure rectangulaire dans le fossé à Cadbury Castle, Somerset ont été interprétés d'une manière similaire. Un exemple des hameaux donnant sur Cadbury Castle étaient associés à la ferronnerie et aux enterrements entiers ou partiels d’animaux. Cependant, la preuve d'un sanctuaire en plein air a été trouvée à Hallaton, Leicestershire. Ici, une collection d’objets connus comme le Trésor de Hallaton avait été enterrée dans un fossé au début du Ier siècle ap. J.-C. La seule preuve structurelle était une palissade de bois construite dans le fossé.
La mort à l'époque de l'âge du fer en Grande-Bretagne semble avoir créé des comportements distincts dans des régions différentes. La cérémonie était une méthode commune pour enterrer du défunt, bien que des tombe à char et d'autres inhumations dans la culture Arras de Yorkshire de l'Est démontrent qu'elle n'était pas omniprésente. En fait, le manque des enterrements creusés à l'âge du fer a rendu difficile la formulation de conclusions. L'excarnation est considérée comme une des raisons du manque de preuves d'enterrement avec le corps d'un défunt répandu de manière naturelle ou par l'intervention humaine.

## L'économie de l'âge du fer britannique
Les liens commerciaux sont apparus à l'âge du bronze et ont d'abord fourni de nombreux exemples du savoir-faire continental à la Grande-Bretagne. Ce sont surtout les épées qui étaient importées, reproduites et souvent améliorées par les indigènes. Au début de la période, les épées Hallstatt et les poignards représentaient une grande partie de l'importation, bien que vers le milieu du VIe siècle, la quantité de marchandises importées semblait avoir diminué peut-être à cause des centres de commerce qui devenaient plus rentables et plus nombreux autour de la Méditerranée. Les articles de La Tène (souvent associés avec les Celtes) sont apparus au cours des siècles suivants, et de la même manière, ils ont été adoptés et adaptés par les gens de la région.
Il semble qu'il y ait eu un effondrement dans le commerce du bronze au cours du début de l'âge du fer, qui peut être analysé de trois manières différentes:
1. Une modification constante; le développement du système du fer et en même temps la diminution du système du bronze.
2. Un abandon rapide; le fer mine le bronze et reprend ses fonctions sociales.
3. Une crise du bronze; une considérable réduction des réserves du bronze permet au fer de le remplacer.

En ce qui concerne l'élevage d'animaux, le bétail représentait un investissement significatif en Grande-Bretagne préromaine, car il pouvait être utilisé comme une source de richesse, fournissant en même temps des produits domestiques utiles comme le lait, le fromage et le cuir. Un changement évident est visible à la fin de l'âge du fer, qui a révélé la dominance des moutons comme bétail. Économiquement, les moutons nécessitent beaucoup moins de main-d'œuvre.
Même si le bétail et les moutons ont dominé à cette période, il y a également des preuves que les cochons, bœufs, chiens et plus rarement les poules étaient assez répandus. Ce qui est intéressant, normalement, il n'y a pas de restes environnementaux de la chasse et des espèces sauvages, aussi bien que des espèces d'eau, comme dans les mers, et dans les eaux douces, ou même dans les communautés littorales.
Une des marchandises les plus importantes de l'âge du fer était le sel, qui était utilisé pour la préservation et comme un complément d'alimentation. Même si pour les archéologues il est difficile de le trouver, il existe certaines preuves. Les salines, où de l'eau de la mer était bouillie pour produire du sel, étaient très répandues dans l'Est-Anglie. En plus, Morris a constaté que certaines chaînes du commerce du sel s'étendaient à 75 km.
Étant un moyen politique et économique important, un grand nombre de monnaies gauloises retrouvées en Grande-Bretagne présentent une valeur archéologique importante. Certaines, comme les statères d'or ont été importés d'Europe continentale. D'autres, comme les pièces de bronze coulé (potin) de la partie sud-est d'Angleterre ont été visiblement influencées par les originaux romains. Les rois bretons ont aussi adopté l'habitude continentale de mettre leurs noms sur les pièces qu'ils battaient, avec par exemple Tasciovanos de Verulamium et Cunobelinos de Camelodunum pour montrer la différence entre les régions. Les réserves de pièces de l'âge du fer comprenaient le Silsden Hoard au Yorkshire de l'Ouest retrouvé en 1998. Une grande collection de pièces, connue comme étant le trésor Hallaton a été trouvée dans un sanctuaire datant de la fin de l'âge du fer à Hallaton, Leicestershire en 2000 et elle comprenait 5294 pièces, principalement attribuées à la tribu Corieltauvi. Elles furent enterrées dans 14 réserves séparées pendant plusieurs décennies depuis le début du Ier siècle ap. J.-C.
Le développement de l'économie tout au long de la période, mais surtout vers la fin de l'âge du fer est en grande partie un reflet des changements clés dans l'expression des statuts sociaux et économiques.

### Commerce

#### Commerce au début et au milieu de l'âge du fer
Au début de l'âge du fer un nombre important des marchandises appartenait à la culture de Hallstatt importée du continent; elles ont eu le plus grand effet sur l'art autochtone de la deuxième partie de l'âge du fer. Pourtant, durant la plus grande partie de l'âge du fer, le commerce avec le continent s'est presque épuisé; il n'y a pas de preuve du commerce à grande échelle qui aurait dû avoir lieu [réf. nécessaire] comme le résultat des circonstances sociales en Grande-Bretagne du sud à cette époque: le commerce a apporté la richesse à un petit groupe, et la richesse a apporté le pouvoir. Ainsi cela a été évité chez les tribus égalitaires de l'âge du fer moyen de la zone des collines fortifiées.

#### Commerce à la fin de l'âge du fer
À la fin du IIe siècle av. J.-C., la partie sud-centrale de la Grande-Bretagne avait un lien indirect avec les réseaux commerciaux romains par la Bretagne et par les voies maritimes de l’Atlantique qui mènent au sud-ouest de la France,,,. Hengistbury Head, dans le Dorset, était le site marchand le plus important et des amphores avec de grandes quantités de vin italien ont été trouvées à cet endroit. Ces réseaux atlantiques de commerce ont été fortement perturbés après la conquête de la Bretagne par Jules César dans les années 50 av. J.C.,, Ce fait peut soutenir la supposition que les Celtes de Grande-Bretagne ont eu un intérêt économique à soutenir leurs frères gaulois contre l'occupation romaine.
Pendant ce temps-là, dans la partie sud-est de la Grande-Bretagne, un grand nombre de monnaies gauloises d'or importées prouvent la relation considérable avec les tribus du nord de la France entre le IIe siècle av. J.-C. et la conquête de la Gaule par César dans les années 50 av. J.-C.,, Il est possible que ces monnaies gauloises ne soient pas apparues sur le territoire à cause du commerce. Dans le passé, l'émigration des peuples belges au sud de la Grande-Bretagne a été prise comme référence pour expliquer l'apparition des monnaies dans la région. En revanche, des œuvres récentes indiquent que leur présence dans la partie sud-est de la Grande-Bretagne pourrait avoir eu lieu grâce au parrainage qui était payé par les groupes du nord de la France en échange de l'aide de leurs homologues britanniques dans la guerre contre les Romains sur le continent,.
Après la conquête de la Gaule par César, un commerce florissant s’est développé entre la partie sud-est de la Grande-Bretagne et le continent proche. Il y a des preuves archéologiques de l'importation d'amphores remplies de vin et d'huile d'olive, ainsi que de la poterie gallo-belge produite en grandes quantités. Au début du Ier siècle ap. J.C. Strabon montre des chaînes et des colliers en ivoire, des bijoux en ambre, la verrerie romaine et d'autres petites marchandises comme les objets importés en Grande-Bretagne, tandis que l'exportation de l'île comprenait du grain, du bétail, de l'or, de l'argent, du fer, du cuir, des esclaves et des chiens de chasse. Ce commerce a probablement prospéré comme résultat des liens politiques et des relations des royaumes-clients romains en Grande-Bretagne qui se sont développés entre les groupes de la partie sud-est de la Grande-Bretagne et le monde romain,.

## La fin de l'âge du fer britannique
D'un point de vue historique, l'âge du fer dans la partie sud de la Grande-Bretagne s’est terminé par la conquête romaine de la Bretagne. Il est évident que les sociétés natives n'ont pas instantanément commencé à mettre des toges et à parler latin dans les provinces, même s'il existe certaines preuves archéologiques des changements. Par exemple, le sanctuaire romano-celtique sur l'île Hayling à Hampshire a été construit dans les années 60–70 ap. J.-C., 
tandis que Cnaeus Julius Agricola menait toujours sa campagne dans la partie nord de la Grande-Bretagne (ce qui est dans la plupart des cas considéré l'Écosse aujourd'hui), sur un site rituel typique de l'âge du fer. Les structures rectilignes en pierres, qui indiquent une transition des logements vers le style Romain sont visibles de la moitié jusqu'à la fin du Ier siècle ap. J.-C. à Brixworth et à Quinton.
Dans les régions où la loi romaine n'était pas appliquée ou n'existait pas, les croyances et les pratiques de l'âge du fer ont persisté, mais avec au moins une influence romaine et romano-britannique insignifiante. La préservation des noms des lieux, comme Camulodunum (Colchester), qui proviennent de la langue natale en est une preuve.

## Ouvrages généraux
- (en) John Collis, The Celts : origins, myths & inventions, Stroud, Tempus, 2003, 256 p. (ISBN 978-0-7524-2913-7).
- (en) John Collis (ed.) (dedicated to the memory of Sara Champion, 1946-2000), Society and settlement in iron age Europe [« L'habitat et l'occupation du sol en Europe »], Sheffield, J.R. Collis, coll. « Sheffield archaeological monographs » (no 11), 2001, 332 p., Conference publication (ISBN 978-1-85075-698-9), Haselgrove, C., Iron Age Britain in its European Setting, p. 37–73
- (en) D. W. Harding, Iron age hillforts in Britain and beyond, Oxford, Oxford University Press, 2012, 334 p. (ISBN 978-0-19-162610-4, OCLC 829704718, lire en ligne)
- (en) Francis Pryor, Britain B.C. : Life in Britain and Ireland Before the Romans, Londres, HarperCollins, 2003, 488 p. (ISBN 978-0-00-712692-7, OCLC 186692805), chap. 11-12
- (en) J. D. Hill, Ritual and rubbish in the Iron Age of Wessex : a study on the formation of a specific archaeological record, Oxford, Tempus Reparatum, coll. « BAR » (no 242), 1995, 149 p. (ISBN 978-0-86054-784-6, OCLC 470356452, DOI 10.30861/9780860547846)